# Маратон (Тексас)
Маратон (енгл. Marathon) насељено је место без административног статуса у америчкој савезној држави Тексас.

## Демографија
По попису из 2010. године број становника је 430, што је 25 (-5,5%) становника мање него 2000. године.
| Група             | 2000.       | 2010.       |
| Белци             | 202 (44,4%) | 239 (55,6%) |
| Афроамериканци    | 4 (0,9%)    | 1 (0,2%)    |
| Азијати           | 0 (0,0%)    | 0 (0,0%)    |
| Хиспаноамериканци | 242 (53,2%) | 186 (43,3%) |
| Укупно            | 455         | 430         |